# 가메이와촌
가메이와촌(일본어: 瓶岩村)은 일본 고치현 나가오카군에 있던 촌이다. 

## 역사
- 1889년 4월 1일 - 정촌제 시행에 의해 9촌의 구역으로 성립하였다.
- 1956년 9월 30일 - 아게쿠라촌, 구레다촌, 고쿠부촌, 나가오카과 합병해, 새로운 고멘정이 성립, 동일 가메이와촌은 폐지되었다.

## 교통

### 도로
- 국도 제32호선

## 참고 문헌
- 角川日本地名大辞典編纂委員会, 『角川日本地名大辞典 39 高知県』1983, 角川書店